# Nils Olav

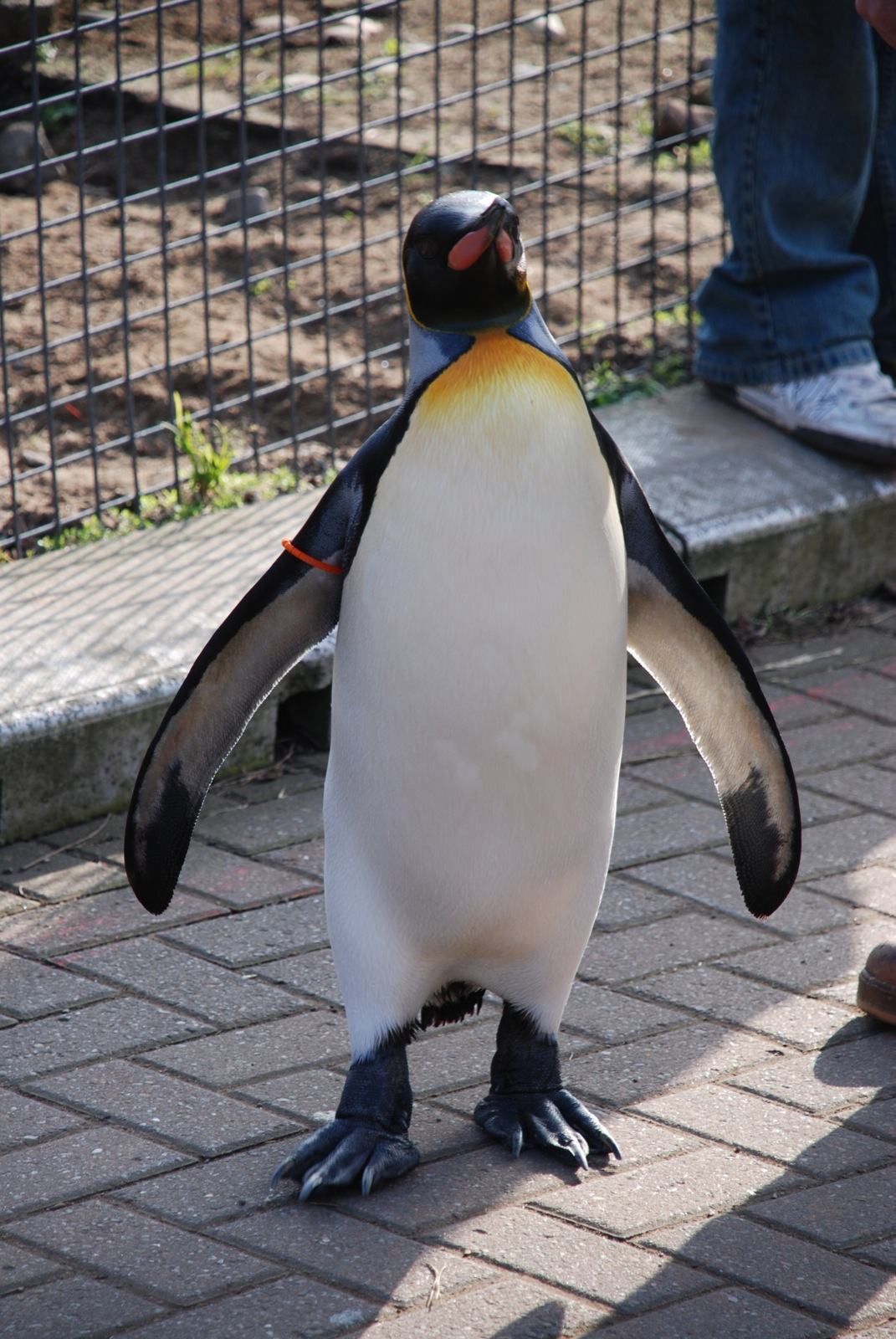
Ngài Nils Olav là động vật hoang dã đầu tiên được phong lên chức tướng

Ngài Nils Olav là một chú chim cánh cụt thuộc loài chim cánh cụt vua (tên khoa học là Aptenodytes patagonicus), đây là chú chim cánh cụt tại sở thú Edinburgh ở Scotland là linh vật, được phong hàm Chuẩn tướng/Thiếu tướng (Brigader), trước đó, chú đã được tấn phong tước Hiệp sĩ. Nils Olav là chú chim cánh cụt đại diện cho Đội cận vệ của Đức vua Na Uy. Tên 'Nils Olav' và các cấp bậc liên quan đã được truyền qua ba chú chim cánh cụt vua kể từ năm 1972 - chủ sở hữu hiện tại là Nils Olav III. Chú chim được phong tước Hiệp sĩ vào năm 2008 vừa được phong Chuẩn tướng bởi lực lượng bảo vệ nhà vua Na Uy. Chú cánh cụt nổi tiếng thế giới được nhận thêm danh hiệu mới trong bộ sưu tập của mình. Nils Olav, thành viên danh dự của đội Đội cận vệ Hoàng gia Na Uy, đã được phong quân hàm từ đại tá lên chuẩn tướng trong một buổi lễ đặc biệt.
Chú chim cánh cụt hoàng đế mang tên Nils Olav hay có danh xưng là Sir Nils Olav III (thế hệ thứ 3) là thành viên danh dự của Đội cận vệ của nhà vua Na Uy chính thức được phong làm Chuẩn tướng. Điều chưa từng có tiền lệ trong lịch sử xảy ra khi một chú cánh cụt được quân đội Na Uy phong Chuẩn tướng. Tại vườn thú Edinburgh, Scotland, Đội cận vệ Hoàng gia Na Uy đã tiến hành buổi lễ phong tặng chức danh Chuẩn tướng cho chú cánh cụt vua. Buổi lễ có sự tham gia của 50 binh sỹ Na Uy. Ngài Nils Olav III đã được gắn một chiếc huy hiệu trên cánh và hai bên có binh lính cảnh vệ đứng trang nghiêm, đánh dấu sự kiện động vật hoang dã đầu tiên trên thế giới trở thành sĩ quan cấp tướng.

## Lịch sử
Đây là truyền thống có từ năm 1972, truyền thống này xuất phát từ năm 1914, khi một gia đình ở Na Uy tặng cho sở thú Edinburgh một chú chim cánh cụt hoàng đế. Trong lịch sử, những chú chim cánh cụt hoàng đế đầu tiên của Sở thú Edinburgh cũng do một gia đình người Na Uy tặng vào năm 1914. Nils Olav là hậu duệ đời thứ 3 từ cặp chim cánh cụt đầu tiên được giới động vật học Na Uy tặng vườn thú Edinburgh dạo năm 1919. Năm 1972, một chú chim trong sở thú được đặt tên Nils Olav, với Nils là tên vị tướng người Na Uy: Nils Egelien, thị trưởng của Edinburg lúc bấy giờ trong khi Olav là tên Quốc vương Na Uy lúc bấy giờ, vua Olav của Na Uy, người đã tặng chú chim cho sở thú thành phố.
Trung úy có tên Nils Egelien đã rất quan tâm đến bầy chim cánh cụt của vườn thú Edinburgh. Khi các cận vệ quay trở lại đây một lần nữa vào năm 1972, ông đã thuyết phục để đội được nhận đỡ đầu một con chim cánh cụt. Chú chim cánh cụt này được đặt tên là Nils Olav theo tên của trung úy Nils Egelien, và vua Olav V của Na Uy.Nils Olav I đã được phong hàm binh nhất và được thăng chức mỗi lần đội cận vệ trở lại thăm sở thú. Nils Olav I đã chết ngay sau khi được thăng cấp lên trung sĩ, và vị trí danh dự được trao lại cho chú chim hai tuổi Nils Olav II.
Chú chim cánh cụt sau đó trở thành linh vật của Đội cận vệ vua Na Uy. Vinh dự này về sau được truyền lại cho hai chú chim hoàng đế khác cũng mang tên Nils Olav. Trong thời gian lưu lại Scotland, quân đội Na Uy có truyền thống phong tước cho các chú chim cánh cụt tại sở thú Edinburgh. Nghi lễ phong hàm cho chim cánh cụt ở công viên Edinburgh được khởi xướng vào đầu những năm 70 khi trung úy trẻ Nils Egelien của quân đội Na Uy thích một chú chim cánh cụt và đã nảy ra sáng kiến đưa một con chim cánh cụt làm biểu tượng linh vật đồng thời là thành viên danh dự của quân đội. Nils, 6 tuổi là chú chim cánh cụt thứ 3 có vinh dự được tham gia nghi lễ trọng thể này sau khi chú chim đầu tiên qua đời vào những năm 80.

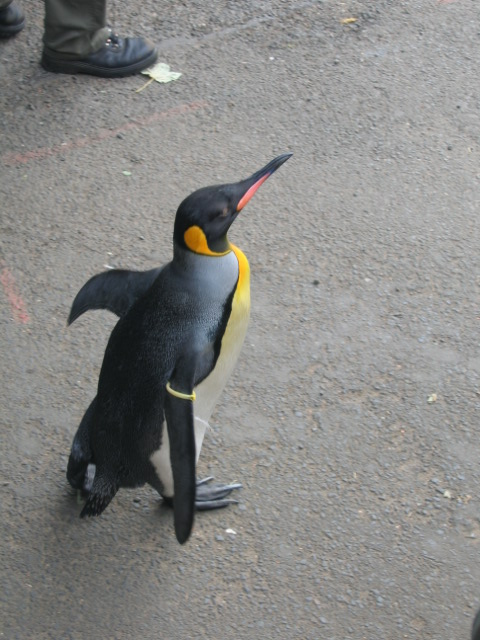
Nils Olav

Trong tháng 8 năm 1961 khi tham dự một lễ hội quân sự quy mô liên Âu ở Edinburgh, Vua Na Uy Olav V (1903-1991) đã được Trung úy HMKG, Nils Egelien dẫn đi thăm sở thú. Đức vua liền lấy tên ghép của 2 người đặt cho chim là Nils Olav I. Hơn 10 năm sau có dịp thăm lại chốn cũ, Vua Olav V quyết định lấy hình chim cánh cụt làm linh vật biểu tượng của lực lượng HMKG đồng thời phong cấp bậc Trung sĩ HMKG cho chim Nils Olav II thuộc lứa hậu duệ chim cánh cụt đời thứ 2, cũng là con chim không cánh đầu tiên sinh trưởng bên ngoài châu Nam cực. Cùng với thời gian Nils Olav II lần lượt được thăng cấp bậc theo hạn định, để tới giữa tháng 8 năm 2005 trở thành sĩ quan cao cấp mang hàm Đại tá HMKG. Đến đầu năm 2008, Nils Olav II được Vua Harald V phong tước hiệu quý tộc Sir (Hiệp sĩ).
Sau 44 năm liên tục phục vụ trong quân ngũ, lại được quyền thừa hưởng cấp bậc từ lớp tiền bối theo truyền thống quý tộc, Nils Olav III nay đã đủ tiêu chuẩn được thăng hạng lên cấp Chuẩn tướng, tương đương vị trí Tư lệnh Trung đoàn đặc nhiệm HMKG bảo vệ Hoàng cung Na Uy. Cánh cụt Sir Nils Olav được quân đội Na Uy chấp thuận vào hàng ngũ cách đây hơn 20 năm. Trải qua các cấp bậc từ thấp nhất, cánh cụt Sir Nils Olav đã vươn lên thành Chuẩn tướng. Theo người phát ngôn của Đội cận vệ Hoàng gia Na Uy, Sir Nils Olav III đã vinh dự được phong Chuẩn tướng nhờ thực hiện xuất sắc các nhiệm vụ và ý thức kỷ luật tôt. Lực lượng bảo vệ nhà vua Na Uy nói rằng mỗi lần họ ghé thăm Sir Nils Olav, chú chim đều nhận ra họ.
Năm 2005, chú chim Nils Olav đã được phong hàm Đại tá của đơn vị Cận vệ trước khi vua Harald V của Na Uy phong tước hiệp sĩ ba năm sau đó. Là con chim cánh cụt thứ ba được đặt tên Nils Olav, nó mang trọng trách giữ gìn mối quan hệ giữa binh lính Scotland và Na Uy. Chú chim được phong tước hiệp sĩ vào năm 2008 và vừa được phong chuẩn tướng ngày 22 tháng 8 năm 2017 tại sở thú chú đang sống ở Scotland. Hồi năm 2008, Sir Nils Olav III đã được phong hàm hiệp sỹ trước 30 lính Vệ binh tại vườn thú Edinburgh. Nghi lễ phong hàm cho các chú chim cánh cụt ở Vườn thú Edinburgh được khởi nguồn từ sự kiện Đội cận vệ Hoàng gia Na Uy tới Edinburgh tập luyện cho cuộc thi quân nhạc tại đây vào năm 1961. 

## Buổi lễ

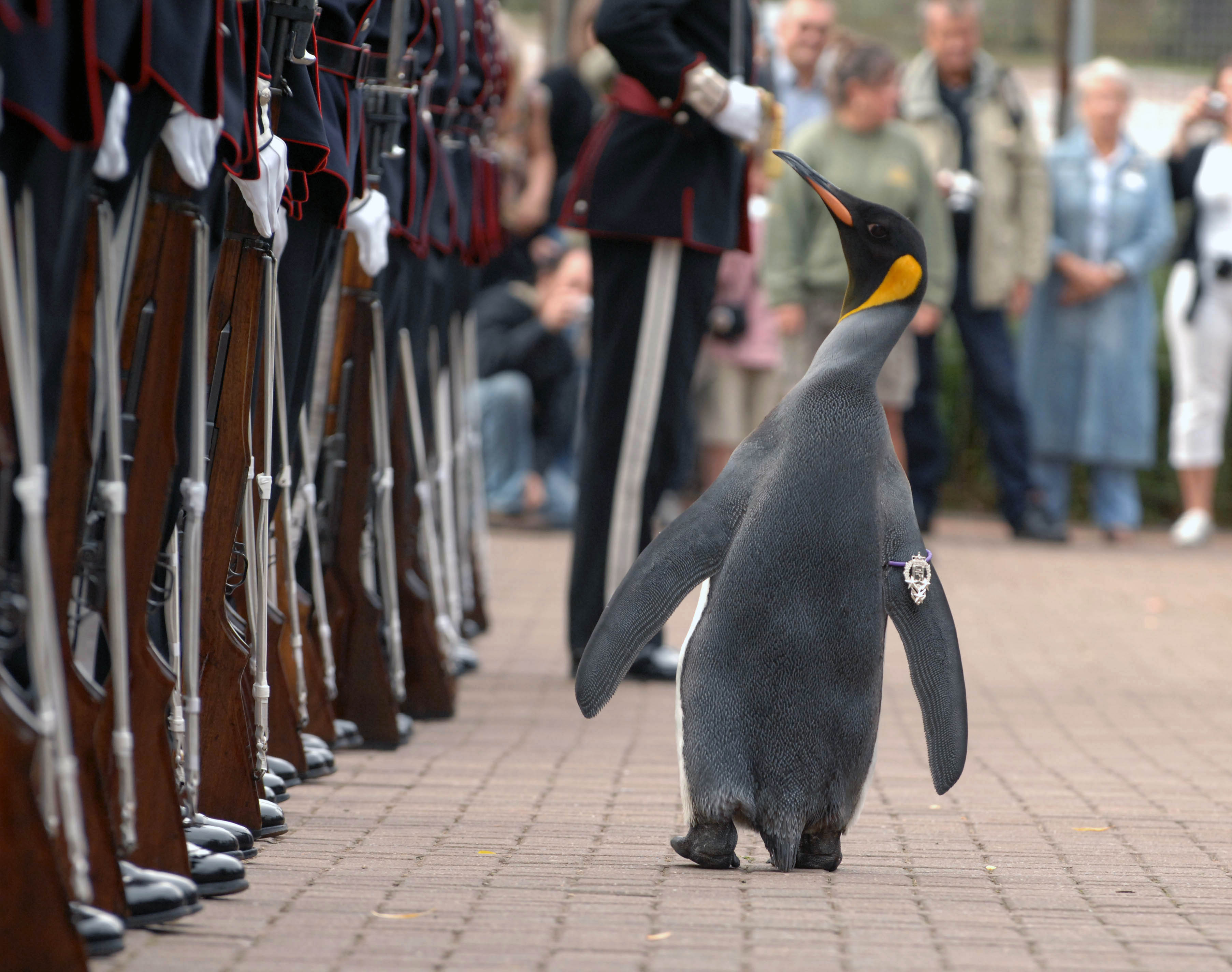
Nis Olav duyệt đội danh dự

Cánh cụt hoàng đế Sir Nils Olav được phong Chuẩn tướng bởi lực lượng bảo vệ nhà vua Na Uy. Quân đội Na Uy đã cử hành trọng thể buổi lễ phong tặng chức danh Chuẩn tướng (Brigader) cho chú cánh cụt Sir Nils Olav. Buổi lễ trọng thể diễn ra ở vườn thú Edinburgh, Scotland. Hơn 50 người lính từ đội cận vệ khi họ đến thăm thủ đô Scotland đã có mặt để chứng kiến buổi lễ quan trọng này.
Khoảng 50 binh sĩ Na Uy đang có mặt tại Scotland để tham gia ngày hội Royal Edinburgh Military Tattoo là lễ hội âm nhạc thường niên quy tụ các ban nhạc trong quân đội Anh và các nước thuộc khối Thịnh vượng chung. Đội cận vệ Nhà vua Na Uy đang có mặt ở Edinburgh để chuẩn bị tham gia Lễ hội Quân Nhạc Hoàng Gia Scotland diễn ra, quân đội Na Uy đã cử hành trọng thể buổi lễ phong tặng chức danh Chuẩn tướng (Brigader) cho chú cánh cụt nổi tiếng nhất thế giới Sir Nils Olav.
Trong buổi lễ phong tướng, Nils Olav không mặc quân phục chậm rãi duyệt đội cận vệ, rồi nhận lấy huân chương từ nhân viên chăm sóc thú. Các binh sĩ trong đội cận vệ của Quốc vương Na Uy đứng thành hàng, chờ Ngài Nils Olav đến duyệt binh. Trong buổi lễ, chú chim cánh cụt hoàng đế nổi tiếng còn thực hiện nghi thức diễu hành và duyệt binh trên con đường dành cho riêng mình tại sở thú. Nils Olav di chuyển dọc lối đi dành cho chim cánh cụt trong vườn thú và tham gia duyệt đội danh dự. Sir Nils Olav gắn một chiếc huy hiệu màu vàng và vinh dự đi dọc đường dẫn Penguin Walk trong vườn thú và có binh lính đứng trang nghiêm trong lúc thực hiện nghi thức. Hai bên có binh lính cảnh vệ đứng trang nghiêm.
Chim cánh cụt, với quân hàm Chuẩn tướng gắn trên vai trái đi duyệt Đội danh dự của lực lượng Vệ binh Hoàng gia Na Uy (HMKG) đang bồng súng đón chào trong khuôn viên vườn bách thú Edinburgh (Scotland). Trong bộ cánh đen trắng thật hoàn hảo, tay áo có đeo huân chương, Nils Olav đứng ở tư thế nghiêm trang khi được phong hàm hiệp sĩ trước 30 lính Vệ binh tại vườn thú Edinburgh, Na Uy. Chàng Nils bước lạch bạch đi duyệt đội danh dự với chiếc bụng phệ. Với chiều cao khoảng 0,8 m, đây có lẽ là hiệp sĩ lùn nhất trong lịch sử. Buổi lễ diễn ra với trống rong cờ mở, âm nhạc, diễn văn và lời chúc mừng từ vua Harald V với tư cách là một Vệ binh Na Uy. Nhà vua đang ở Edinburgh để chuẩn bị cử hành buổi biểu diễn quân nhạc của thành phố.

## Nhận định

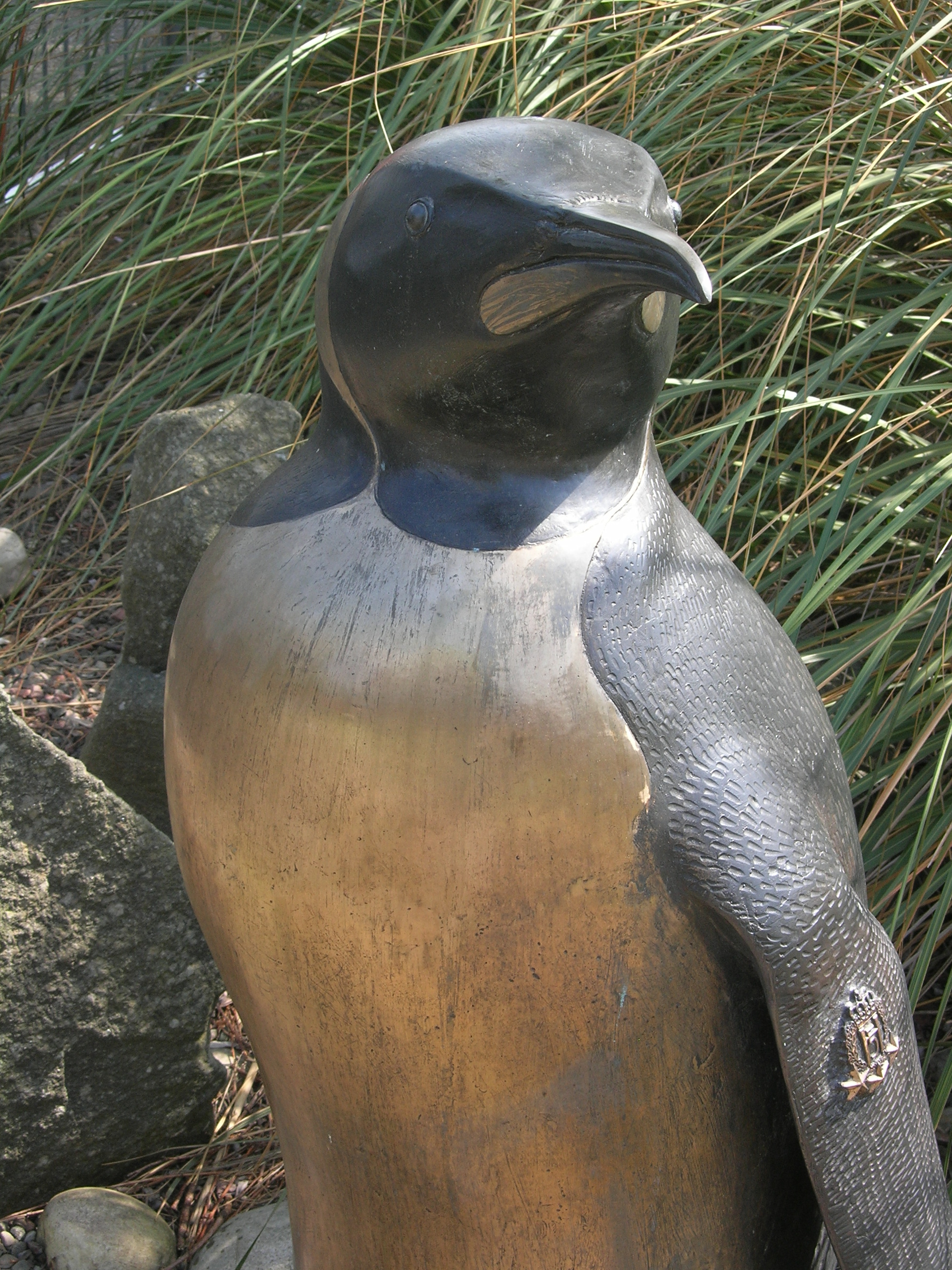
Tượng Nils Olav

Barbara Smith của vườn thú ở Edinburgh, Giám đốc điều hành hoạt động của Hiệp hội Động vật học Hoàng gia Scotland cho biết rất vinh dự được cử hành trọng thể buổi lễ của lực lượng bảo vệ nhà vua Na Uy nhằm phong danh hiệu Chuẩn tướng cho cánh cụt hoàng đế Sir Nils Olav. Barbara khẳng định đây là thời điểm rất quan trọng, đánh dấu sự hợp tác chặt chẽ giữa hai quốc gia Scotland và Na Uy. Họ có vinh dự đón tiếp Đội cận vệ Hoàng gia Na Uy khi họ phong quân hàm mới cho chim cánh cụt hoàng đế của vườn thú, Ngài Nils Olav. Đây là khoảnh khắc rất đáng tự hào và thể hiện mối quan hệ gắn bó giữa Scotland và Na Uy.
Đội trưởng David Allfrey là Nhà sản xuất chương trình quân nhạc cho rằng nghi thức dành cho Nils Olav là một minh chứng cho mối quan hệ tốt đẹp giữa hai nước. Ông Darren McGarry, phụ trách quản lý động vật tại sở thú Edinburgh cho biết Nils luôn nhận ra đội Vệ binh Na Uy khi họ tới thăm nó. Nó thích nhận được sự chú ý tại buổi lễ và dành thời gian để đi duyệt đội quân, họ đều phấn khởi về lần thăng chức này của Nils.